# حمزة دريوش
حمزة دريوش عداء قطري في سباقات المضمار والميدان، من مواليد مدينة كلميم بالمغرب في 16 نوفمبر 1994.
حصل على الميدالية الفضية في افتتاح الألعاب الأولمبية الصيفية للشباب 2010 في سنغافورة، وحصل على الميدالية الذهبية في سباق 1500 متر في بطولة العالم للناشئين لألعاب القوى 2012 في برشلونة.

## مسيرته
دريوش هو مواطن مغربي، انتقل إلى قطر في عام 2010 مع شقيقه، الذي كان يبحث عن وظيفة في دولة الخليج. بعد وفاة والده، كان شقيقه الأكبر إبراهيم يعتني به. حصل حمزة الدريوش لاحقًا على الجنسية القطرية، على الرغم من أن الجنسية القطرية يجب الحصول عليها بعد 20 عامًا من الإقامة في قطر، لكن الأمر لم يكن كذلك مع الدريوش. بالإضافة إلى ذلك، حصل حمزة على الجنسية القطرية قبل بلوغ سن 18 عامًا.
ظهر دريوش لأول مرة مع قطر في دورة الألعاب الأولمبية الصيفية 2012 في لندن.
في فبراير 2015، تم إيقاف دريوش عن ممارسة ألعاب القوى لمدة عامين بسبب وجود خلل في ملف تعريف جواز سفره البيولوجي. تم إلغاء نتائجه اعتبارًا من تاريخ 2 أغسطس 2012 وما بعده، والتي تضمنت نتائجه من الدور نصف النهائي في أولمبياد صيف 2012. قبل وأثناء أولمبياد لندن الصيفية، تم تدريب حمزة دريوش على يد المدرب الصومالي ومدرب قطر لألعاب القوى جامع عدن.

## روابط خارجية
- حمزة دريوش على موقع الاتحاد الدولي لألعاب القوى (الإنجليزية)
- حمزة دريوش على موقع الدوري الماسي (الإنجليزية)
- حمزة دريوش على موقع أوليمبيديا (الإنجليزية)